# Södra Lunda
Södra Lunda este o arie protejată (arie specială de conservare — SAC, sit de importanță comunitară — SCI) din Suedia întinsă pe o suprafață de 219,5 ha, integral pe uscat.

## Localizare
Centrul sitului Södra Lunda este situat la coordonatele 58°29′24″N 17°00′39″E / 58.49°N 17.0107°E.

## Înființare
Situl Södra Lunda a fost declarat sit de importanță comunitară în aprilie 2004 pentru a proteja un număr necunoscut de specii din flora spontană și fauna sălbatică aflate în arealul zonei. Situl a fost protejat și ca arie specială de conservare în martie 2011.

## Biodiversitate
Situată în ecoregiunile boreală și marină baltică, aria protejată conține 4 habitate naturale: Taiga vestică, Recifuri, Roci stâncoase cu vegetație pionieră de Sedo-Scleranthion sau Sedo albi-Veronicion dillenii, Insulițe și insule mici din Baltica boreală.
La baza desemnării sitului se află un număr nedeclarat de specii protejate.